# 黑鸚嘴魚
黑鸚嘴魚，又名頸斑鸚哥魚，俗名鸚哥、青衫（雄）、蠔魚（雌）、青蠔魚，為輻鰭魚綱鱸形目隆頭魚亞目鸚哥魚科的其中一種。

## 分布
本魚分布於印度太平洋區，包括紅海、東非、馬達加斯加、模里西斯、萊恩群島、塞席爾群島、馬爾地夫、安達曼海、台灣、琉球群島、越南、中國沿海、菲律賓、馬來西亞、印尼、新幾內亞、澳洲、索羅門群島、密克羅尼西亞、馬里亞納群島、諾魯、馬紹爾群島、萬那杜、斐濟群島、帛琉、夏威夷群島、法屬玻里尼西亞、美屬薩摩亞、西薩摩亞、復活節島、下加利福尼亞半島、美國加利福尼亞州、厄瓜多、加拉巴哥群島等海域。

## 深度
水深0至30公尺。

## 特徵
本魚體延長而略側扁。頭部輪廓呈平滑的弧型。齒板之外表面平滑，上齒板幾被上唇所覆蓋；雌魚和雄魚的齒色皆藍綠色，開始型雌魚，體紅棕色，體之鱗片略灰色，具有棕色斑點或短斑紋。頭部只有綠色斑紋，在上下唇，經頰部延伸到眼前及後方。終端型雄魚體暗綠色，各鱗緣為暗紅色。眼四周有不規則的綠色斑紋。最顯著為鰓蓋開口上方具有一淺綠色的斑點。背鰭硬棘9枚、背鰭軟條10枚、臀鰭硬棘3枚、臀鰭軟條9枚。體長可達44.4公分，體重可達2公斤。

## 生態
本魚喜獨游於珊瑚茂盛的礁湖或珊瑚斜坡外的海域。終端型雄魚通常有「家」的領域，除它本身及一尾體較大的雌魚外，尚有數尾體型較小的雌魚及小魚。本種為雌雄同體，在只有雌魚的群體中占主導地位的雌魚才會變成雄魚，在繁殖時，雄魚和雌魚成對，可以透過其性腺的大小和外觀來確認本種一個生殖週期，經過5個成熟階段，魚的性腺平均重2.54公克，繁殖後，性腺的大小會退化，直到平均重量為0.37克，與繁殖季節的性腺大小相比，不繁殖時的大小減少了五分之一以上。

## 經濟利用
屬於中型食用魚類，可作成魚鬆或煎食，肉質較糜爛，煎食宜先鹽醃。另外可作為觀賞魚。